# Monika Hilmerová
Monika Hilmerová (* 7. Oktober 1974 in Bratislava, Tschechoslowakei) ist eine slowakische Schauspielerin.

## Leben
Hilmerová wurde am 7. Oktober 1974 in Bratislava geboren. Sie studierte Andragogik an der Philosophischen Fakultät Bratislava und lernte das Schauspiel gleichzeitig an der Akademie der Darstellenden Künste in Bratislava (VŠMU). Mit sechzehn Jahren spielte sie auf der Bühne des Naiven Theaters Radošina. Später trat sie 2003 in Stücken des Slowakischen Nationaltheaters auf.
2001 wurde sie auf dem Festróia-Filmfestival in Setúbal, Portugal, als beste Schauspielerin für ihre Leistung in Lebensborn – Gestohlene Liebe mit dem Silver Dolphin Award ausgezeichnet. In den nächsten Jahren folgten Rollenbesetzungen in mehrsprachigen Produktionen, darunter in Englisch oder Deutsch, wie 2004 in der Miniserie Die Kreatur – Gehasst und gejagt in der Rolle der Justine.
Sie ist seit 2009 verheiratet und Mutter von zwei Kindern. Im März 2010 wurde die Schauspielerin zur UNICEF-Botschafterin des guten Willens ernannt.

## Filmografie (Auswahl)
- 1985: Schattenseite des Ruhmes (O sláve a tráve)
- 1989: Omyly tradicnej moralky (Fernsehfilm)
- 1990: Citové cvicenia (Fernsehfilm)
- 1991: Anorexia mentalis (Fernsehfilm)
- 1995: Chichotka (Fernsehfilm)
- 1996: Zenský vtip (Fernsehfilm)
- 1996: Cierna ovca (Fernsehfilm)
- 1997: V zajatí lásky (Fernsehfilm)
- 1997: Tu zijú levy (Fernsehfilm, Sprechrolle)
- 1998: Svetlo (Fernsehfilm)
- 1999: Prstene pre dámu (Fernsehfilm)
- 2000: Lebensborn – Gestohlene Liebe (Der Lebensborn – Pramen života)
- 2000: Obeti a vrazi
- 2000: Ako divé husi (Miniserie, Episode 1x03)
- 2001: Uprising – Der Aufstand (Uprising, Fernsehfilm)
- 2001: Vohnice a Kilián (Fernsehfilm)
- 2002: Brucio nel vento
- 2002: Volnomyslienkár (Fernsehfilm)
- 2003: 51 kHz (Kurzfilm)
- 2004: Die Kreatur – Gehasst und gejagt (Frankenstein, Miniserie)
- 2004: Bloodlines
- 2004: Trautmann: Schwergewicht
- 2004: Trautmann: 71 Tage
- 2006: Velké stastie (Fernsehfilm)
- 2007: Rozhovor s nepriatel’om
- 2007: Svetla pasáze (Fernsehserie, 17 Episoden)
- 2008: Svatba na bitevním poli
- 2008: Bathory
- 2008: Profesionali (Fernsehserie)
- 2008: Devatenact klaviru (Fernsehfilm)
- 2009: Ordinácia v ruzovej záhrade (Fernsehserie, Episode 3x01)
- 2011: Nesmrtelní (Miniserie, Episode 1x08)
- 2011: Keby bolo keby (Fernsehserie, 10 Episoden)
- 2013: Burlive Vino (Fernsehserie)
- 2013: Kandidát
- 2015: Spievankovo 5: O povolaniach
- 2017: DOGG
- 2017: Duet (Kurzfilm)
- 2018–2019: Oteckovia (Fernsehserie, 10 Episoden)
- 2018–2019: Kuchyna (Fernsehserie, 23 Episoden)
- 2022: Odznak Vysocina (Fernsehserie)